# Трохимчук, Василий Андреевич
Василий Андреевич Трохимчу́к (30 октября 1949 — 28 сентября 1998) — скульптор-монументалист, член Союза художников СССР.

## Биография
Родился 30 октября 1949 года на Украине — в небольшом селе Ушомир Коростенского района Житомирской области. После окончания средней школы и службы в армии он в 1970—1974 годах учится на художественно-графическом факультете Одесского педагогического института им. К. Д. Ушинского. С четвертого курса института уходит и поступает в Высшее художественно-промышленное училище им. В. И. Мухиной на отделение монументальной скульптуры. В 1982 году молодой специалист, выпускник знаменитого училища едет по распределению в Омск. Заявку на молодых специалистов сделали представители архитектурного управления сибирского города, которые лично приехали в Ленинград, чтоб рассказать, какая ожидает молодых специалистов большая и интересная работа. И в 1982 году ряды омских художников пополнили сразу несколько выпускников прославленного училища.
В Омске молодой скульптор сразу же включился в большую самостоятельную творческую деятельность и за 14 лет (в Ленинград он вернётся за два года до своей кончины) создаёт немало прекрасных работ. Широко известные следующие его станковые произведения: «Большой хоккей» (1987; работа над ним велась и в монументальном исполнении — в Омском художественно-промышленном комбинате; изготовление скульптурной композиции было прервано на стадии медных выколоток по объемной модели из гипса), «Вечность» (1987), «Муза Врубеля», «Грусть», портрет Ф. М. Достоевского (1995), проекты памятника Ф. М. Достоевскому и памятника 5-й Армии (1983). Под командованием Тухачевского 5-я армия в 1919 г. освободила Омск от белогвардейцев. За данную работу автор был отмечен дипломом. Но главными в творчестве художника стали монументальные скульптурные произведения, которые преобразили облик центральных площадей сибирского города.

## Творчество
Оформление портала (входных ворот) нового здания Омского исторического музея «Врата истории. Врата современности» (медь, гальванопластика; 1982 г.) стало его первой серьёзной работой. Впервые на практике предстояло ему показать все, чему его научили. Проект состоял из десятков самостоятельных фрагментов, которые требовалось органично внести в общий вид портала. Каждый элемент-квадрат представлял собой отдельную картину на ту или иную тему. Его герои: шахтёры, врачи, учёные — все вместе символизируют историю нашей страны.
Одновременно молодой скульптор принимал участие во всевозможных творческих конкурсах и неоднократно награждался дипломами лауреата. Так, в 1983 году им выполнен монументальный рельеф «История связи», который можно увидеть в центральном зале Омского почтамта. Однако самой крупной и значимой работой скульптора стал его проект архитектурно-скульптурного решения нового здания Омской государственной областной научной библиотеки имени А. С. Пушкина.

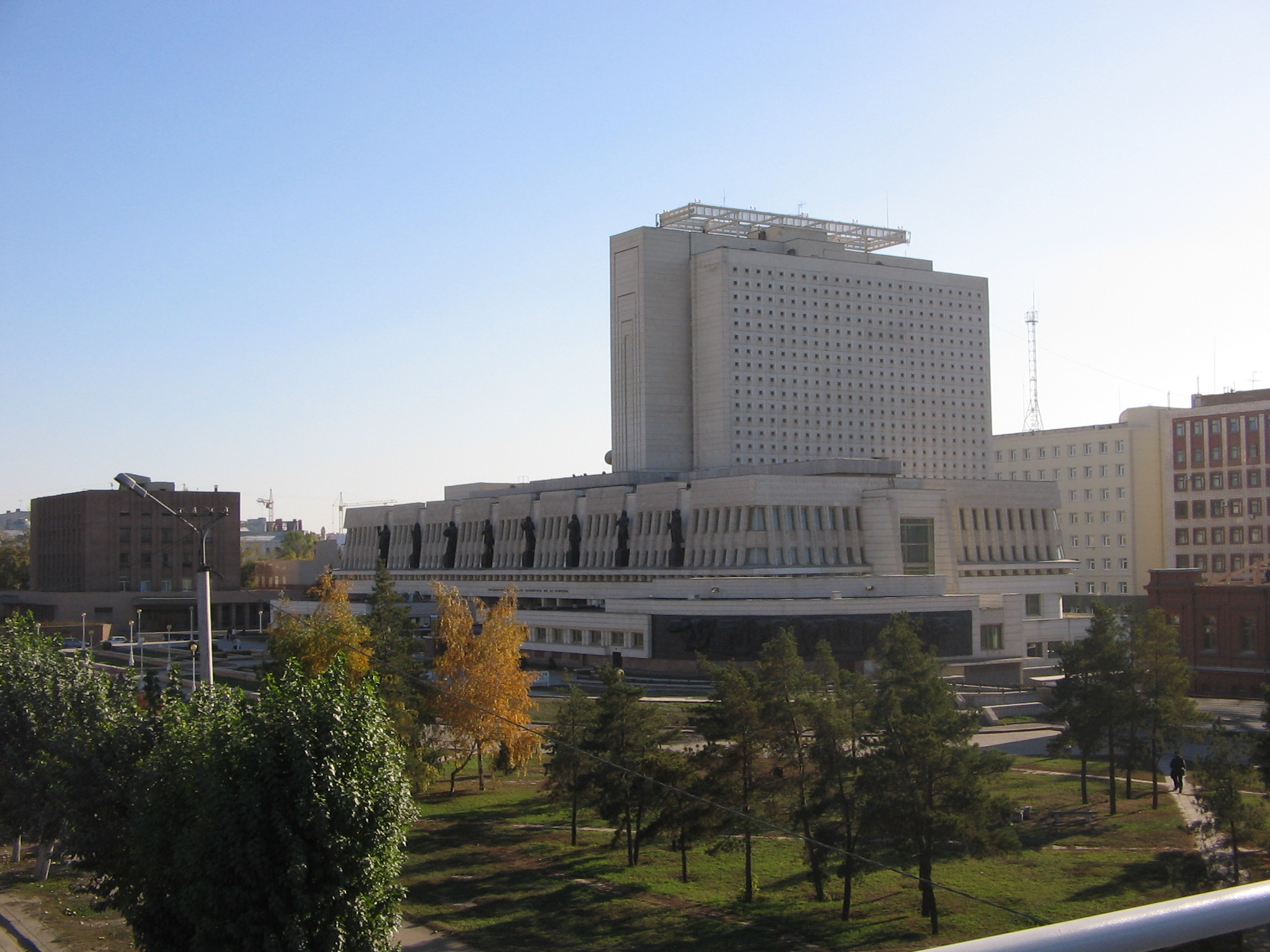
Омская государственная областная научная библиотека им. А. С. Пушкина

По главному фасаду в нишах установлены восемь скульптур высотой 3,5 м из кованой воронёной меди. Это фигуры видных деятелей России, которые олицетворяют тысячелетнюю историю нашего отечества: основатель русской государственности Ярослав Мудрый, лидер духовного обновления Руси Сергий Радонежский, символ достижений древнерусской живописи Андрей Рублёв; великие представители российской науки, искусства, технического прогресса — Н. М. Карамзин, М. В. Ломоносов, М. Н. Глинка, К. Э. Циолковский. Образ А. С. Пушкина, чьё имя и носит библиотека, стал центральной фигурой этого скульптурного пантеона. Фигуры Александра Пушкина и Андрея Рублева были созданы автором проекта В. А. Трохимчуком. Ленинградские скульпторы М. М. Ершов, Л. Я. Калибаба, В. И. Ерёмин ваяли остальные шесть. В металле фигуры были выполнены в Ленинграде на художественно-производственном комбинате им. М. Тореза. Их изготовление велось методом выколотки из листовой меди по объемной модели из гипса. Освящение и установка скульптур на фронтоне здания состоялось весной 1993 года.
Боковой фасад здания библиотеки украшает рельеф. В нем не отражены конкретные исторические события, это уже скорей философский рассказ автора об истории человечества. Центром композиции стал образ Вселенской матери. Справа и слева выделяются своими размерами фигуры Икара и Атланта. Фигуры эти выполнены в самом крупном масштабе, и тем самым подчеркивается особое место этих мифологических героев в истории человечества. Размеры остальных фигур (а их около сотни) зависят от значимости того или иного персонажа.
Рельеф (протяженность его 30 метров) был выполнен в глине (в лепке принимал участие ленинградский скульптор В. А. Ерёмин; художник-исполнитель по металлу А. Р. Иванов) и переведён в металл в Ленинграде на художественно-производственном комбинате им. М. Тореза. В разобранном состоянии (11 секций) рельеф был доставлен по железной дороге в Омск и уже на месте монтировался под руководством автора. Половину своего рабочего времени при выполнении данного заказа проводил скульптор в Ленинграде, не прерывая связующую нить с нашей культурной столицей, которая для него стала родным домом: тут он женился, здесь родились у него двое детей — дочь и сын.

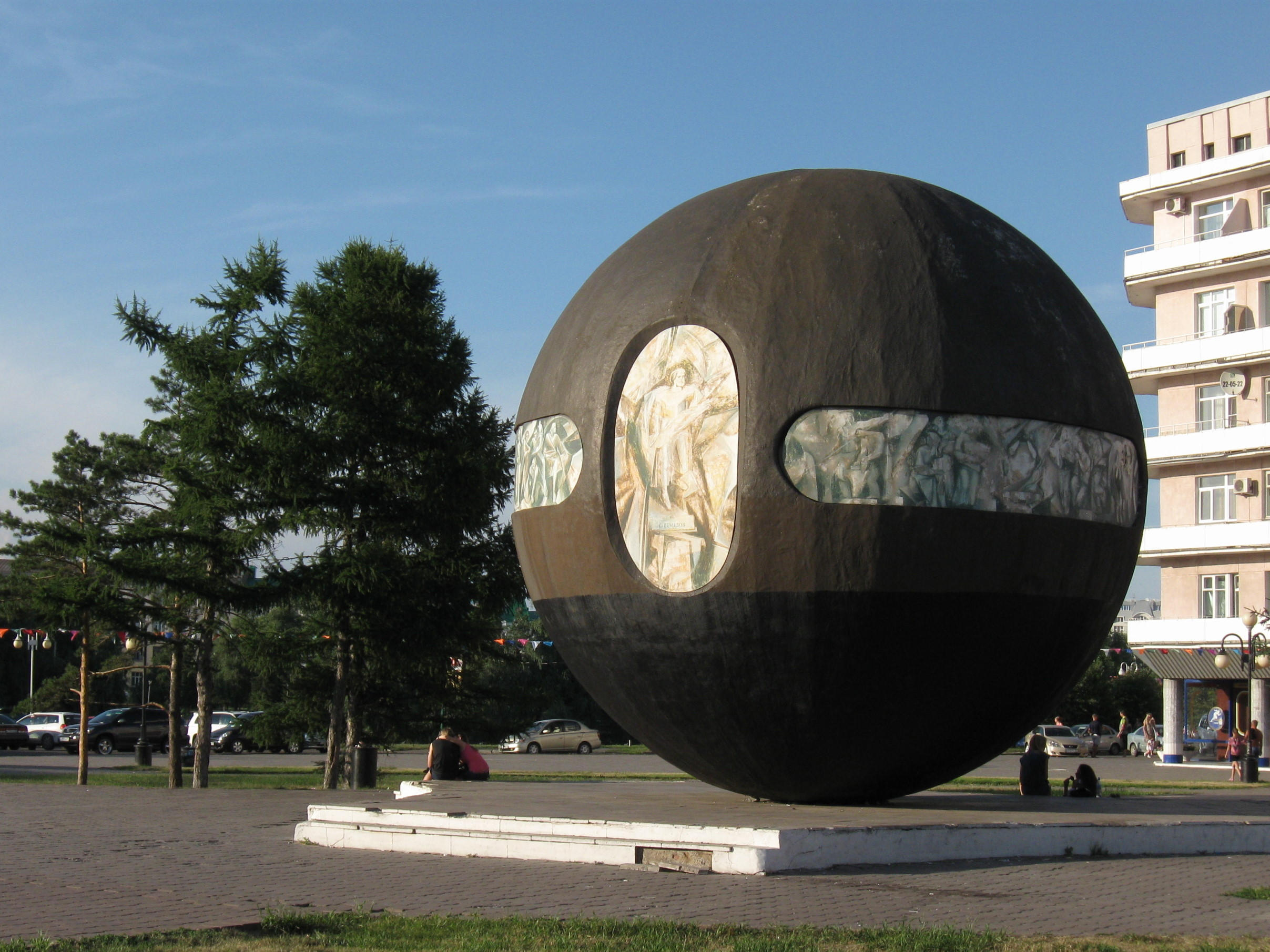
Памятный знак «Держава». 1997

Памятный знак «Держава», установленный в Омске в августе 1997 года, стал своеобразным прощанием скульптора с Омском. Шар, похожий на пушечное ядро (диаметром 7 метров), подчеркивает историческую значимость места, где установлен памятник: тут в 1716 г. был заложен Бухольцем первый камень при основании Омской крепости. Из-за дефицита средств памятный знак не был завершен в полном объеме: металл заменили стеклопластиком, а рельеф по его периметру — росписью. Ещё по проекту планировались особая подсветка памятника и особое обустройство территории вокруг него, но и без этих решений памятный знак преобразил пространство площади, придал ей торжественное звучание. Можно добавить, что в какой-то степени Памятный знак «Держава» символизирует не только исторический подвиг Бухольца, но и творческий путь самого автора, который буквально ворвался в культурную жизнь Омска и оставил свой след в облике центральных улиц города и в сердцах омичей — почитателей его таланта.
В 1996 году скульптор уезжает в Санкт-Петербург и преподаёт в родном училище. Но этот этап его жизни оказался недолгим: неизлечимая гипертония, от которой страдал мастер, стала причиной инсульта. Член Союза художников СССР (1985 год), скульптор В. А. Трохимчук скончался 28 сентября 1998 года. Похоронен в Санкт-Петербурге. В г. Пушкин на могиле его установлен высокий деревянный крест.

## Работы

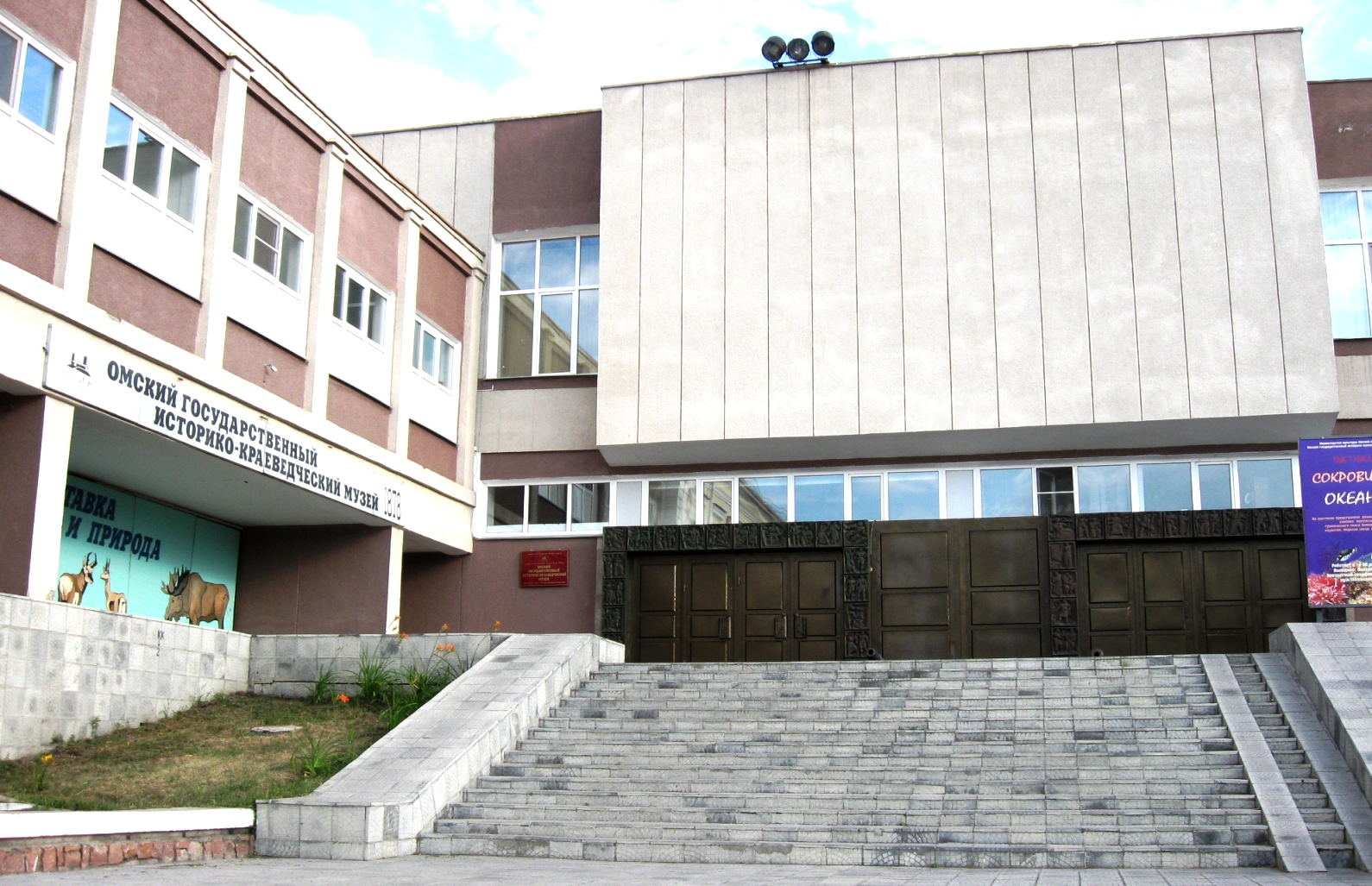
Портал Омского исторического музея

### Станковые работы
- Страсти Моисея. Серия из семи листов. 1980. Бумага, тушь.
- Большой хоккей. 1987.
- Сидящий натурщик. 1983. Металл, литьё.
- Художник Сергей Стручалин. Голова. 1983. Гипс.
- Зеркало. 1984. Металл, литьё.
- Аллегория. Рельеф. Глина. (В соавторстве с В. Н. Шамардиным)
- Устремление. 1986. Гипс.
- Вечность. 1987. Гипсоцемент. 72х56х40. ООМИИ им. М. А. Врубеля.
- Ф. М. Достоевский. Голова. 1995. Гипс.

### Произведения в городском пространстве
- «История связи». Рельеф для интерьера здания Главпочтамта в Омске. 1983. Гипс, литьё. (В соавторстве с М. И. Слободиным)
- «Врата Истории. Врата современности». Портал ОГИК музея. 1989. Медь, гальваника. 280х500. (Проектировщик Н. А. Сальникова)
- А. С. Пушкин. Фигура. Фасад Омской государственной областной научной библиотеки имени А. С. Пушкина. 1993. Медь, выколотка, тон. 350х150х150.
- Андрей Рублев. Фигура. Фасад Омской государственной областной научной библиотеки имени А. С. Пушкина. 1993. Медь, выколотка, тон. 350х150х150.
- «История культуры». Рельеф. Правое крыло фасада Омской государственной областной научной библиотеки имени А. С. Пушкина. 1994. Медь, выколотка, тон. (при участии лепщика В. И. Ерёмина).
- «Держава». Проект памятного знака для г. Омска. 1995. Смешанная техника. (архитекторы Г. Е. Чиркин и А. М. Александрович, проектировщик Н. А. Сальникова).

### Награды
- «Знак города Омска». Первое место.
- «Памятник 5-й Армии». Первое место.

## Память о художнике
Омичи чтят память о скульпторе. Персональные выставки, посвященные его творчеству традиционно проходят к круглым датам почитаемого ими художника. В залах исторического музея выставляются его станковые работы, развертываются фотоэкспозиции его монументальных работ. Телевидение и печатные СМИ не обходят стороной эти события в культурной жизни своего города, когда сотни омичей получают возможность очередной раз вспомнить о художнике, который своей работой не просто украсил их родной город, но отдал во имя его свои творческие и жизненные силы.
Станковые работы и рисунки хранятся в омских музеях ГМИО и ООМИИ им. М. А. Врубеля.